# Walter Matthaei
Walter Matthaei (* 22. Dezember 1874 in Hamburg; † 10. März 1953 ebenda) war ein deutscher Richter, Hamburger Politiker der Deutschen Demokratischen Partei (DDP) und Senator.

## Kaiserzeit und Weimarer Republik
Walter Matthaei besuchte erfolgreich die Gelehrtenschule des Johanneums und studierte anschließend Rechtswissenschaften in Halle (Saale), Tübingen und Berlin, wo er promovierte. Seit dem Studium war er Mitglied der Studentenverbindung Saxonia Tübingen.  Er wurde 1906 Amtsrichter in Hamburg. Ab 1920 war Matthaei als Landesgerichtsdirektor tätig.
Von 1910 bis 1929 war Matthaei Mitglied der Hamburgischen Bürgerschaft und von 23. März 1921 bis zum 18. Mai 1933 Senator (→Hamburger Senat 1919–1933). Als Anhänger der sozialpolitischen Reformideen Friedrich Naumanns setzte er sich von Anbeginn für die sozial schwächeren Bevölkerungsschichten ein. So brachte er bereits 1912 einen Antrag zur Einführung einer kommunalen Arbeitslosenversicherung ein, der allerdings an der konservativen Bürgerschaftsmehrheit scheiterte. Parteipolitisch gehörte er zunächst (bis 1919) der Fraktion der Vereinigten Liberalen an. In der Weimarer Republik war er Mitglied der DDP und später von deren Nachfolgepartei, der Deutschen Staatspartei.
1922 übernahm Matthaei das Amt des Senators für Arbeit, das er bis zum 28. Juni 1929 innehatte. Von 1925 bis 1928 war er als Senator zudem für die Berufsschulen zuständig. 1929 wurde er Finanzsenator, als Nachfolger von Carl Cohn. Als Senator für Arbeit folgte ihm Curt Platen.

## Nationalsozialismus und Nachkriegszeit
Bis zum 5. März 1933 lehnte die Deutsche Staatspartei die Koalitionsangebote der Nationalsozialisten ab. Matthaei selbst hatte sich – wie auch Christian Koch und Heinrich Landahl – jedoch an den Sondierungsgesprächen mit NSDAP, DNVP und DVP zur Bildung einer Regierung im Januar 1933 beteiligt. Wie diese befürwortete er bereits damals einen Rechtssenat, während Bürgermeister Carl Wilhelm Petersen und Landesvorstandsmitglieder der Staatspartei wie Friedrich Ablass einen solchen Schritt ablehnten. An dem am 8. März 1933 gewählten Senat (→ Hamburger Senat im Nationalsozialismus) unter der Führung der NSDAP arbeitet er dann doch als Senator mit. Nach Angaben Lüths hoffte er scheinbar mit dieser Zusammenarbeit „schlimmeres zu verhüten“.
Im Mai 1933 wurde er von Bürgermeister Carl Vincent Krogmann auf Anweisung der NSDAP-Reichsleitung aus dem Senat entlassen, obwohl er den neuen Machthabern seine Loyalität versichert hatte und auch deren Ziele nunmehr unterstützte. Er berief sich dabei darauf, dass die Nationalsozialisten in Wahrheit ähnliche Ideen verträten, wie früher Friedrich Naumann. So schreibt er in seinen Erinnerungen 1940: „Wir haben neben der politischen und wirtschaftlichen eine soziale Revolution großen Ausmaßes erlebt, durch die die soziale Zerrissenheit weitgehend aufgehoben worden ist. (…) In den nationalsozialistischen Gedanken liegt überhaupt Vieles, was Naumann mit seiner nationalsozialen Bewegung erstrebt hat. (…) Eine Ordnung in das soziale Chaos zu bringen, war wohl nur durch einen autoritären Staat und nur im Wege einer Revolution möglich. Auf parlamentarischem Wege war das in einer so bewegten Zeit ausgeschlossen.“
In seinem Beruf als Zivilrichter am Landgericht Hamburg konnte er weiter tätig bleiben, bis er 1941 in den Ruhestand ging.
In der Nachkriegszeit betätigte sich Matthaei ehrenamtlich als Vorstand der Köster-Stiftung in Barmbek. Er wurde 1946 vom FDP-Kreisverband Volksdorf als Mitglied aufgenommen, was – wegen seines Verhaltens in der Zeit des Nationalsozialismus – zu erheblichem Unmut in anderen Kreisverbänden der Hamburger FDP führte.

## Vorbild
Ähnlich wie bei anderen DDP Politikern (z. B. Carl Cohn) war der ehemalige Bürgermeister Hamburgs Carl Wilhelm Petersen ein Vorbild für Matthaei. So schrieb er in einem Beileidsschreiben an die Frau Petersens am 7. November 1933: „(…) War er uns schon in jungen Jahren ein Führer, dem wir in Liebe anhingen und dem wir voll Vertrauen folgten, so war das noch weit mehr der Fall in den späteren Jahren, in denen er an der Spitze des Staates stand und es mir vergönnt war, unter ihm und mit ihm im Senat zu sitzen. (…)“.